# Margaret Conkey
Margaret W. Conkey, née en 1943, est une préhistorienne américaine, spécialiste du Magdalénien (Paléolithique supérieur) dans les Pyrénées françaises et des femmes à la Préhistoire.
Ses recherches portent notamment sur l'art pariétal en France. Margaret Conkey est l'une des premières archéologues à étudier les questions de genre au sein de la discipline archéologique et à appliquer les perspectives féministes à la recherche sur les sociétés humaines du passé. À l'aide de la théorie féministe, elle a notamment réinterprété les images et les objets de l'époque paléolithique,.
Elle a été professeure d'anthropologie et directrice de la recherche archéologique (ARI, Archaeological Research Facility) à l'Université de Californie à Berkeley. En 2002, elle a été nommée par le magazine Discover parmi les "50 femmes les plus importantes en science".
Elle a voué sa carrière au féminisme et à la préhistoire, a organisé des conférences, a publié des livres et de nombreux articles sur le sujet. Margaret Conkey a également encouragé la reconnaissance des femmes dans l'histoire de la discipline archéologique.

## Biographie
Née en 1943, Margaret Conkey est l'ainée d'une famille de six enfants. Diplômée de Mount Holyoke College en 1965 d'un double cursus en histoire ancienne et histoire de l'art, elle saisit l'occasion de se rendre en Cisjordanie pour travailler dans le domaine de l'archéologie biblique.
Après ce voyage, elle soumet sa candidature afin d'accéder aux départements d'anthropologie de l'Université de Chicago et de l'Université de Pennsylvanie. Afin d'obtenir une admission définitive, elle doit alors suivre une année de premier cycle en anthropologie (cours qui n'étaient pas disponibles au Mount Holyoke College). Avec une amie, elle passe ensuite un été à New York où elle obtient d'abord un emploi de bibliothécaire à la Wenner-Gren Foundation for Anthropological Research, et, par la suite, une bourse d'analyste. Lorsqu'elle est acceptée à l'Institut oriental de Chicago, elle retourne à Chicago pour travailler à temps partiel comme assistante de rédaction au Current Anthropology, le journal de l'Université de Chicago.
En 1978, elle obtient son doctorat en anthropologie à l'Université de Chicago. Elle enseigne ensuite pendant six ans à l'Université de Californie à Los Angeles. En 1982, elle rejoint le département d'anthropologie de la faculté de SUNY/Binghamton, où elle est également co-directrice des "Études des Femmes" (Women's Studies). En 1987, elle accepte un poste de professeure associée en anthropologie à Berkeley. Parallèlement à son travail de terrain, elle aborde d'autres sujets dans ses recherches, cours et publications tels que la pédagogie et l'enseignement de l'archéologie, le développement et l'utilisation des ressources de l'internet dans l'enseignement de l'introduction à l'archéologie, et lance également un programme de sensibilisation à l'archéologie dans des écoles locales. En juillet 1997, Margaret Conkey est nommée à une des chaires les plus rares, la "Class of 1960 Profesor of Anthropology". En 2009, elle reçoit le "prix Chancelier" ("Chanchellor's Award") de l'Advacing Institutional Excellence de Berkeley pour son travail en faveur de la diversité et de l'égalité des chances. Elle remporte également le Distinguished Teaching Award (1996) et le Award for Educational Initiatives (2001). Elle obtient des fonds pour démarrer un laboratoire d'enseignement multimédia pour le département d'anthropologie de Berkeley.
En 2009, la professeure Margaret Conkey est devenue Présidente de la Society for American Archaeology.

## Travaux archéologiques
Margaret Conkey a comme domaines de recherche l'étude et l'interprétation de l'art paléolithique, la théorie concernant les recherches dans l'art pariétal et le contexte social de l'art pariétal, dans lesquels elle allie à la fois théories archéologiques et théories féministes.

### Le genre dans l'art paléolithique
Margaret Conkey encourage les archéologues à repenser les significations possibles des représentations artistiques paléolithiques. Dans ses écrits, elle indique que les peintures pariétales présentes sur les parois des grottes ne sont pas uniquement indicatrices d'une révolution artistique, mais également d'une révolution sociale. La réalisation de ces images serait un élément essentiel dans le maintien des communautés. À l'opposé de ce qui est alors généralement admis dans le monde scientifique, elle défie la théorie d'un art pariétal principalement réalisé par les hommes dans le but d'assurer le succès à la chasse, en disant que « vous ne pouvez pas expliquer 25 000 ans de matériau en disant que tout cela était lié à la chasse », et propose une implication plus importante des femmes dans ce processus artistique et social. Elle souligne que les animaux représentés dans ces peintures pariétales et les restes d'animaux retrouvés dans des fosses à proximité appartiennent souvent à des espèces différentes, ce qui implique que les peintures ont probablement un sens plus culturel ou social plutôt que strictement lié aux pratiques de chasse.
Son intérêt pour l'art préhistorique, en particulier celui du Paléolithique européen, le genre et l'archéologie féministe ont également conduit à des recherches et des publications concernant les figurines de "déesse", provenant en particulier de l'Europe préhistorique, en collaboration avec sa collègue de Berkeley, Ruth Tringham. Leurs recherches ciblent en particulier les interprétations archéologiques de ces figurines qui ont été accaparées (souvent de manière problématique) par la culture populaire contemporaine. M. Conkey est considérée comme une figure de l'anthropologie féministe — discipline qui inclut l'archéologie féministe.

### Recherches dans les Pyrénées françaises
Margaret Conkey a été directrice du projet de recherche intitulé “Entre les Grottes”, dans les Pyrénées françaises depuis 1993. Ce dernier est axé sur le Paléolithique et sur la contextualisation de l'art et de la culture matérielle provenant de cette région. Son intérêt remonte cependant à plus longtemps : dans les années 1970 elle et Jean-Philippe Rigaud menaient déjà une prospection systématique des sites de surface dans le secteur du château des Milandes sur Castelnaud-la-Chapelle en Dordogne.
Deux problèmes majeurs rencontrés en archéologie sont la préservation et les biais de sélection, et les grottes sont un bon exemple pour les illustrer : Les artéfacts qu'elles renferment sont conservés dans des conditions idéales et sont faciles à mettre au jour. Historiquement, la recherche a toujours présenté la grotte comme lieu central de la vie au Paléolithique, dans laquelle les personnes vivant au Paléolithique apparaissaient soudainement pour tout d'un coup apparaitre sur un autre site. Les archéologues ont reconnu que ces personnes obtenaient leur nourriture à l'air libre et qu'elles ne vivaient pas dans des grottes toute l'année, mais d'un autre côté ils supposaient également que ces activités de plein air ne sont pas très fructueuses du point de vue du matériel archéologique.

Au début des années 1970, des archéologues américains ont mis au point une nouvelle méthode de fouille en plein air. Cette méthode n'avait pas encore été utilisée en Europe, et Margaret Conkey a proposé un nouveau projet dans lequel ils rechercheraient du matériel paléolithique (outils en pierre essentiellement) à l'extérieur des grottes. 

« Ils ont dit, “Vous ne trouverez rien.” J'ai dit, “Pourquoi je ne parviendrais pas à trouver quoi que ce soit ?” Ils ont dit, “Personne n'a vraiment trouvé quelque chose ou signalé quoi que ce soit.” J'ai dit, “Personne n'a regardé de façon systématique ?” Ils ont dit, “eh Bien, non.” Ils pensaient que j'étais folle. »

— Margaret Conkey
 Pourtant, le matériel prouverait que les personnes vivant au Paléolithique ont passé moins de temps dans les grottes que les archéologues l'avaient jusque-là imaginé. Par exemple, le caractère saisonnier de certaines activités peut parfois être déduit à partir des os d'animaux. Grâce aux techniques de recherche mises au point, les archéologues sont en effet capables d'identifier à partir de la dent d'un animal à quelle période de l'année celui-ci a été tué. Certains autres animaux ne peuvent en outre être chassés / pêchés qu'à certaines périodes de l'année - comme les poissons qui fraient uniquement pendant certaines saisons. Dans l'ensemble, il deviendrait clair que les gens ne vivaient dans ces grottes que deux mois par an, voire un an en continu tout au plus, et presque toutes ces grottes sont désormais décrites par les archéologues comme étant saisonnières (occupées en automne ou hiver).  
Margaret Conkey et son équipe ont fait ce qui avait été ignoré pendant un siècle : elles se sont intéressées directement aux gens vivant au Paléolithique dans ces grottes françaises. Avant 1993, aucune recherche n'avait jamais été effectuée sur ce sujet.
Finalement, elle espère que cela les aidera à mieux comprendre la géographie sociale et les paysages de l'art paléolithique. Ce projet englobe aussi une réflexion sur les fondamentaux de la fouille archéologique, sur ses méthodes, et sur la thématique de la répartition archéologique. Au sein de celui-ci, Margaret Conkey dirige différentes équipes de taille variable et de fonctions différentes, de la prospection dans le paysage environnant à la recherche des traces de la vie quotidienne à l'intérieur même des grottes peintes. Depuis 2006, son équipe internationale mène les premières fouilles de plein air dans la région ce qui a permis la découverte et l'identification de plus de 3000 objets lithiques, certains datant de l'ère Paléolithique et distribués sur une surface de 260 kilomètres carrés de transect. Ces fouilles ont pu être réalisées à l'aide de deux bourses de la Fondation nationale pour la science (NSF), une de la France-Berkeley Fund, et plusieurs de la Stahl Endowment of UC Berkeley, Archaeological Research Facility  Par ailleurs, la NSF possède également un programme de donation consacré aux projets à haut risque qui permet aux chercheurs et aux chercheuses de débuter des projets innovants avec une source de financement. Margaret Conkey reçut de cet organisme une petite subvention de 25 000 $ à 30 000 $, et eut ensuite à développer des relations avec ses collègues français afin d'obtenir l'autorisation du service régional de l'archéologie, et un permis.

## Diversité et égalité dans la discipline archéologique
Margaret Conkey a toujours critiqué le fait que le travail de terrain soit intrinsèquement masculin, et encourage ses collègues archéologues à considérer la multitude de manières dont le genre façonne les expériences humaines, à la fois dans le passé et le présent,. Elle cite notamment son expérience en Cisjordanie où elle n'était pas autorisée à fouiller car elle était une femme et tous les ouvriers étaient des hommes plus âgés. Margaret Conkey incite également à accorder plus d'attention aux femmes archéologues méconnues telles que Cynthia Irwin-Williams ou Patty Jo Watson.

## Publications majeures
- Archaeology and the Study of Gender (1984) (Avec Jacey Spector)
- Engendering Archaeology:Women and Prehistory (1991) (Avec Joan M. Gero)
- The Uses of Style in Archaeology (New Directions in Archaeology) (1993) (Avec Christine Ann Hastorf)
- Programme to Practice: Gender and Feminism in Archaeology. Annual Review of Anthropology (Vol. 26: October 1997) (Avec Joan M. Gero)
- Symbolism and the Cultural Landscape (1980) (Avec Lester B Rowntree)
- Ancient Goddesses: The Myths and Evidence (1998) (Avec Ruth Tringham, Lyn Meskell, Joan Goodnick Westenholz, Karel van der Toorn, Fekri A. Hassan, Mary E. Voyatzis, Caroline Malone)
- Beyond Art: Pleistocene Image and Symbol (1997) (Comme éditrice, avec Olga Soffer, Deborah Stratmann, Nina G. Jablonski)
- Perspectives on Anthropological Collections from the American Southwest: Proceedings of a Symposium (Anthropological Research Papers) (Comme éditrice, avec Ann Lane Hedlund)

## Filmographie
| Année | Titre  | Rôle      | Notes                                              |
| ----- | ------ | --------- | -------------------------------------------------- |
| 2002  | Sex BC | Elle-même | TV Mini-Série documentaire pour Optomen Télévision |